# Йеллоустонский пожар 1988 года
Йеллоустонский пожар 1988 года — крупнейший пожар в истории американского национального парка Йеллоустон. Начавшись как множество небольших отдельных очагов, огонь быстро вышел из-под контроля из-за сильного ветра и засухи и превратился в один большой пожар, который горел несколько месяцев. В парке огнём были практически уничтожены два основных маршрута для посетителей, и 8 сентября 1988 года впервые в своей истории весь парк был закрыт для всех, кроме сотрудников спасательных служб. Только прохладная и влажная погода в конце осени позволила ликвидировать пожар. В общей сложности от лесных пожаров пострадали 793 880 акров (3213 км2), или 36 % площади парка.
Тысячи пожарных боролись с огнём, с воздуха им помогали десятки вертолётов и самолётов, доставлявших воду и антипирен. На пике усилий в парк были направлены более 9000 пожарных. Из-за пожара, бушующего по экосистеме всего Большого Йеллоустона и другим областям в западной части Соединённых Штатов, все уровни Службы национальных парков и других учреждений по управлению земельными ресурсами оказались в экстраординарной ситуации. В тушении пожара были задействованы более 4000 военнослужащих армии США. Усилия по пожаротушению обошлись в 120 миллионов долларов по тогдашнему курсу (240 миллионов в ценах 2012 года). Ни один из пожарных не погиб при борьбе с огнём в самом Йеллоустоне, однако два человека умерли от последствий пожара за пределами парка.